# 金光教学院
金光教学院（こんこうきょうがくいん）は、岡山県浅口市金光町にある金光教の教師養成校。
1894年（明治27年）11月11日 神道金光教会学問所として、佐藤範雄の発願により創立。その後、教師養成の「本科」に加え、一般の子弟を対象にした「正科」が設けられた。1905年（明治38年）中学校令による普通中等教育機関「金光中学」として文部省の認可を得たことに伴い、教師育成部門は教義講究所となる。1941年（昭和16年）4月1日宗数団体法施行による改正教規の実施に伴い、教義講究所は金光教学院となる。
現在は、一年間の本科と一か月間の特設科があり、いずれも全寮制である。
入学には、金光教の教徒（金光教徒として名簿に記載されている、一般の信徒とは区別される者）である必要があり、教区の教務センター等に在籍教会を通じて願い出ていなければならない。入学試験および面接が科せられる。
交通費や私物扱いである衣類寝具文具類などは自己負担となるが、授業料、教材費、食費、寮費は無料である。